# ICON (Ringo-Starr-Album)
ICON ist das 33. Musikalbum und das sechste Kompilationsalbum, beziehungsweise das vierte Best-of-Album von Ringo Starr nach der Trennung der Beatles. Es wurde am 9. September 2014 in den USA veröffentlicht.

## Entstehungsgeschichte
Im Oktober 1975 veröffentlichte EMI ein Kompilationsalbum mit dem Titel Blast from Your Past von Ringo Starr; fast 32 Jahre später erschien erneut bei EMI/Apple ein Kompilationsalbum mit dem Titel Photograph: The Very Best of Ringo, das neben dem gesamten Inhalt von Blast from Your Past sieben Lieder enthält, die von Ringo Starr bei anderen Tonträgergesellschaften veröffentlicht worden waren. Im Jahr 2014 wurde ein weiteres Best-of-Album von der EMI/Universal Records mit 11 Liedern veröffentlicht. Sieben, beziehungsweise acht Lieder von der ICON-CD sind auf dem Album Blast from Your Past und Photograph: The Very Best of Ringo enthalten.
Das Album enthält sieben US-Top-Ten-Hits beziehungsweise vier Top-Ten-Hits aus Großbritannien. Insgesamt befinden sich auf dem Album neun Single-A-Seiten, eine Promotion-Single, sowie ein Live-Titel.

## Covergestaltung
Das Cover entwarfen Vartan und Meire Murakami. Die Coverfotos stammen von Rob Shanahan. Der CD liegt ein bebildertes vierseitiges Begleitheft bei, das Informationen zum Album enthält.

## Titelliste
1. Photograph (Richard Starkey a/George Harrison) (vom Album Ringo) – 3:58 b
2. It Don’t Come Easy (Single-A-Seite aus dem Jahr 1971) – 3:01 b
3. You’re Sixteen (You’re Beautiful and You’re Mine) (Bob Sherman/Richard Sherman) (vom Album Ringo) – 2:49 b
4. Oh My My (Vini Poncia/Richard Starkey) (vom Album Ringo) – 4:15 b
5. Only You (And You Alone) (Buck Ram/Ande Rand) (vom Album Goodnight Vienna) – 3:24 b
6. King of Broken Hearts (Richard Starkey/Mark Hudson/Dean Grakal/Steve Dudas) (vom Album Vertical Man) – 4:43 c
7. No No Song (Hoyt Axton/David Jackson) (vom Album Goodnight Vienna) – 2:31 b
8. Back Off Boogaloo (Richard Starkey) (Single-A-Seite aus dem Jahre 1972) – 3:19 b
9. Walk with You (vom Album Ringo 2012) – 4:42
10. (It’s All Down to) Goodnight Vienna (John Lennon) (vom Album Goodnight Vienna) – 3:02 b
11. Yellow Submarine (Live) – 3:11

## Singleauskopplungen
Aus dem Album wurden keine Singleauskopplungen vorgenommen.

## Sonstiges
Eine Veröffentlichung als LP erfolgte nicht. Universal Records veröffentlichte unter dem Titel ICON von mehreren Künstlern Kompilationen.